# Subprefettura di Cidade Tiradentes
La Subprefettura di Cidade Tiradentes è una subprefettura (subprefeitura) della zona orientale della città di San Paolo in Brasile, situata nella zona amministrativa Est 2.

## Distretti
- Cidade Tiradentes